# Anquetierville
Anquetierville település Franciaországban, Seine-Maritime megyében. Lakosainak száma 329 fő (2022. január 1.). Anquetierville Saint-Arnoult, Grand-Camp, Port-Jérôme-sur-Seine és Rives-en-Seine községekkel határos.

## Népesség
A település népességének változása:
| Lakosok száma | 352  | 351  | 360  | 341  | 336  | 338  | 334  | 328  | 329  |
|               | 2013 | 2015 | 2016 | 2017 | 2018 | 2019 | 2020 | 2021 | 2022 |